# Scotorythra euryphaea
Scotorythra euryphaea är en fjärilsart som beskrevs av Edward Meyrick 1899. Scotorythra euryphaea ingår i släktet Scotorythra och familjen mätare. Inga underarter finns listade.